# Deutschordensballei Hessen

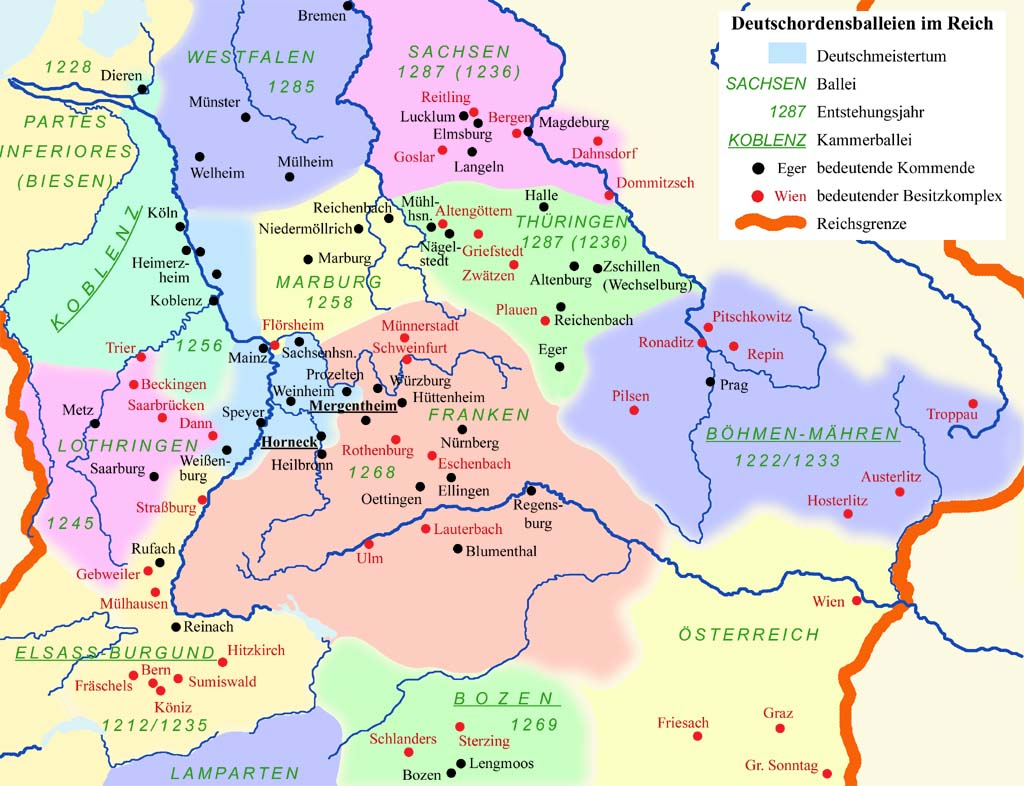
Balleien des Deutschen Ordens

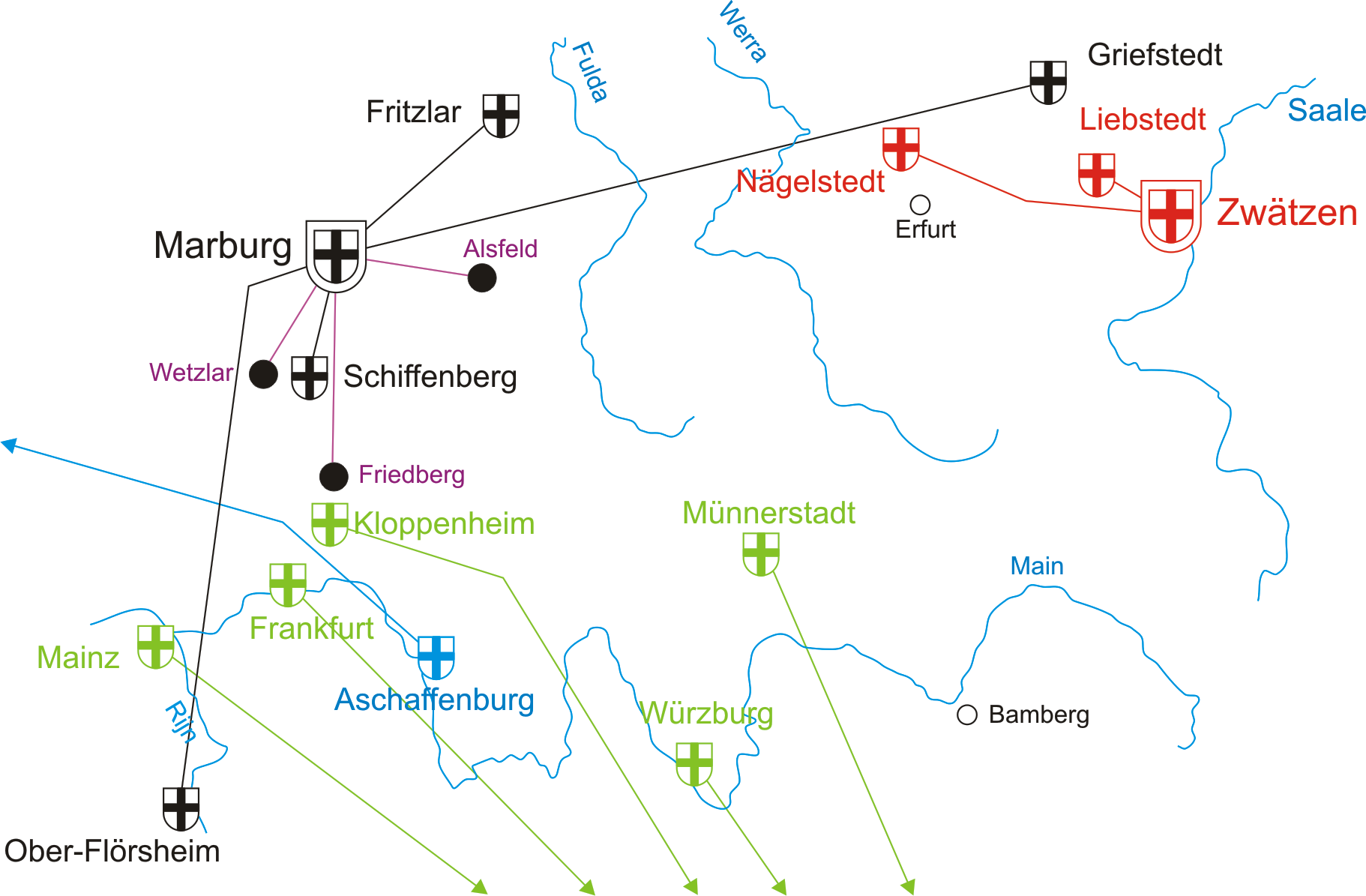
Die Kommenden der Balleien Hessen und Thüringen am Ende des 18. Jahrhunderts

Die Deutschordensballei Hessen war eine der bedeutendsten Balleien (mittellateinisch ballivus: Aufseher), d. h. eine Ordensprovinz im Reichsgebiet, des Deutschen Ordens. Sie wurde 1255 von der Ballei Thüringen abgespalten, und die Kommende Marburg wurde zur Landkommende erhoben.

## Organisation
Zur Ballei Hessen gehörten folgende Kommenden:
Landkommende Marburg, ab 1234
1. Kommende Reichenbach, ab 1207
2. Kommende Griefstedt (bei Erfurt), ab 1233
3. Kommende Obermöllrich (bei Fritzlar) ab 1234; ab 1305 in Fritzlar
4. Kommende Ober-Flörsheim, ab 1237
5. Kommende Wetzlar, ab 1285
6. Kommende Schiffenberg (bei Gießen), ab 1323
7. Kommende Kirchhain, ab 1405
8. Kommende Aschaffenburg (ab 1749)

## Konfession der Mitglieder und Landkomture
Nachdem im Westfälischen Frieden 1648 die reformierte Konfession neben der lutherischen und der katholischen im Reich zugelassen worden war, trachteten die der reformierten Konfession angehörigen Landgrafen von Hessen-Kassel danach, dass auch reformierte Adlige in die Ballei Hessen aufgenommen werden sollten. Ein 1680/81 zwischen Landgraf Karl und dem Hoch- und Deutschmeister Johann Caspar von Ampringen auf der Grundlage des Carlstädter Vertrags von 1583/84 ausgehandelter Vertrag bestimmte u. a., dass nunmehr neben einem katholischen ebenso viele lutherische wie reformierte Ritter aufgenommen werden sollten und dass auf einen lutherischen Landkomtur fortan ein reformierter und dann ein katholischer folgen sollten.

## Liste der Komture von Marburg bzw. Landkomture von Hessen
Liste nach Johannes Voigt
| Name                                                              | Amtszeit  |
| ----------------------------------------------------------------- | --------- |
| Winrich                                                           | 1236–1240 |
| Konrad von Büdingen                                               | 1244–1248 |
| Konrad von Solms (Interim, "zur Zeit Komtur in Marburg")          | 1248      |
| Volpert von Ottrau (Ottera)                                       | ca. 1250  |
| Werner III. von Battenberg                                        | 1252–1256 |
| Gerlach von Thwern                                                | 1256–1266 |
| Hartmud (Komthur zu Marburg)                                      | 1261      |
| Gerlach von Didenhausen                                           | 1272–1288 |
| Konrad von Mandern                                                | 1288–1295 |
| Werner von Luternberg                                             | 1298      |
| Dietrich von Mündelheim (Theodericus de Mundelicheym)             | 1302      |
| Marquard von Messingen                                            | 1303–1304 |
| Heinrich Thüring                                                  | 1305      |
| Heinrich von Bargela (Barila)                                     | 1308–1310 |
| Reimbold                                                          | 1314–1317 |
| Barthold von Buches                                               | 1313–1319 |
| Cuno von Dollendorf (Dudillendorf)                                | 1320–1330 |
| Konrad Weis                                                       | 1332–1342 |
| Konrad von Frankfurt                                              | 1343      |
| Eberhard von Hertenstein                                          | 1349      |
| Johann von Hahn                                                   | 1355–1371 |
| Gernand von Schwalbach (Schwelbach)                               | 1379–1394 |
| Konrad von Bellersheim                                            | 1407      |
| Dietrich von Weitershausen (Wittershausen)                        | 1413–1416 |
| Peter von Espelbach                                               | 1419–1420 |
| Johannes von Liederbach                                           | 1420–1431 |
| Asmus (Aßmann) von Wolmershausen                                  | 1438–1447 |
| Martin Schenck zu Schweinsberg                                    | 1450–1466 |
| Ein Statthalter N.N. (vielleicht folgender)                       | 1463      |
| Wipert Löwe von Steinfurt (erst Statthalter)                      | 1463–1471 |
| Ludwig von Nordeck zur Rabenau (Statthalter)                      | 1472–1486 |
| Dietrich von Cleen                                                | 1489–1515 |
| Johann Daniel von Lauerbach (Lehrbach) (erst Statthalter)         | 1515–1529 |
| Wolfgang Schutzbar genannt Milchling                              | 1529–1543 |
| Johann von Rehen (Rhena)                                          | 1543–1570 |
| Johann von Siechen                                                | 1569      |
| Alhart von Hörde (erst Coadjutor)                                 | 1569–1586 |
| Georg von Hörde                                                   | 1588–1591 |
| Wilhelm von Oeynhausen (erst Statthalter)                         | 1593–1609 |
| Friedrich von Hörde                                               | 1612–1626 |
| Johann Fuchs (lutherisch)                                         | 1627–1631 |
| Konrad Kloß/von Closen (katholisch)                               | 1631–1638 |
| Georg Daniel von Habel (lutherisch)                               | 1639–1652 |
| Adolph Eitel von Nordeck zur Rabenau (katholisch)                 | 1652–1667 |
| Philipp Leopold von Neuhof (lutherisch)                           | 1668–1670 |
| Vakanz; Administrator: Moritz von Nordeck zur Rabenau             | 1671–1679 |
| Johann Daniel von Priort (zunächst Statthalter)                   | 1679–1687 |
| August zu Lippe-Brake (erster Landkomtur reformierter Konfession) | 1688–1701 |
| Damian Hugo von Schönborn                                         | 1707–1743 |
| Ernst Hartmann von Diemar                                         | 1744–1754 |
| Christian Ludwig von Ysenburg und Büdingen                        | 1751–1770 |
| Brat Konrad Reuttner von Weil                                     | 1791–1801 |
| Alexander von Seckendorff                                         | 1803–1805 |